# Harald Agger
Harald Agger (11. april 1889 i Gimsing ved Struer – 20. maj 1954 i Holstebro) var en dansk atlet og tandlæge.
Agger var medlem af Københavns FF (senere Københavns IF) og en af sin samtids mest alsidige idrætsmænd. Han vandt otte danske mesterskaber; højdespring 1908 og 1911, stangspring 1909, kuglestød 1909, 1911 og 1925 samt diskoskast 1908 og 1909. Han satter tre danske rekorder og deltog i OL 1908 i London og blev nummer 15 i hammerkast.
Athletikklubben Holstebro blev grundlagt i 1920 af Harald Agger. Efter at han var blevet uvenner med Idrætsforeningen Holstebro valgte han at grundlægge en ny atletikklub.

## Danske mesterskaber
- Guld 1925 Kuglestød 10,79
- Sølv 1916 Højdespring 1,70
- Guld 1911 Højdespring 1,71
- Guld 1911 Kuglestød H+V
- Guld 1909 Stangspring 3,04
- Guld 1919 Kuglestød H+V
- Guld 1909 Diskoskast 35,59
- Sølv 1909 Højdespring 1,69
- Guld 1908 Højdespring 1,65

## Danske rekorder
- Kuglestød: 11,19 1909
- Diskoskast: 36,93 1908
- Diskoskast: 34,80 1908